# Cosmopepla conspicillaris
Cosmopepla conspicillaris är en insektsart som först beskrevs av William Sweetland Dallas 1851.  Cosmopepla conspicillaris ingår i släktet Cosmopepla och familjen bärfisar. Inga underarter finns listade i Catalogue of Life.